# Maidutalen

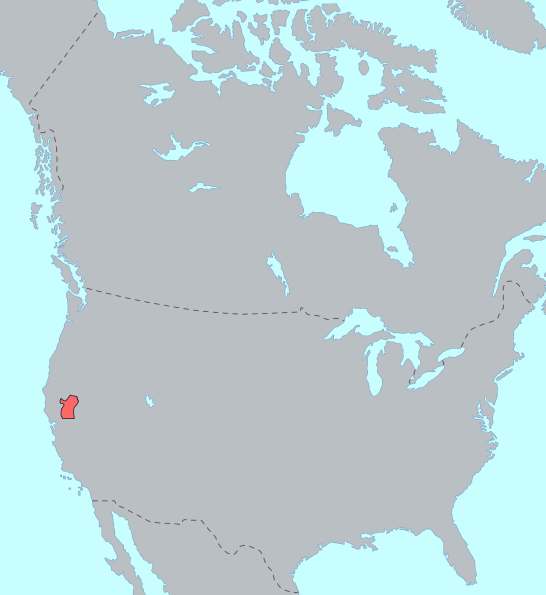
Oorspronkelijke verbreiding van de Maidutalen

De Maidutalen, ook Maidun of Pujunaans genoemd, vormen een taalfamilie van vier indiaanse talen, gesproken in het noordoosten van de huidige Amerikaanse staat Californië door de Maidu. Er is geen bewezen verwantschap met andere talen. Wel wordt verondersteld dat de Maidutalen deel uitmaken van de superfamilie van de Penutische talen.
De familie bestaat uit de volgende talen:
- Maidu (Maidu proper, Northeastern Maidu, Mountain Maidu) - 1 of 2 sprekers
- Chico (Valley Maidu) (uitgestorven)
- Konkow (Northwestern Maidu) - 1 of 2 sprekers
- Nisenan (Southern Maidu) - 1 spreker

De talen hebben vergelijkbare klankinventarissen, maar verschillen duidelijk op grammaticaal gebied.